# I. János La Marche grófja
Bourbon János (franciául: Jean I de Bourbon-La Marche; 1344. – Vendôme, 1393. június 11.)

## Élete
1356-ban a poitiers-i csatában harcolt, majd 1366 és 1369 között Kasztíliában.
1388-ban részt vett VI. Károly gelderlandi expedíciójában.

## Házassága és gyermekei
1335-ben feleségül vett I. Katalin vendôme-i grófnőt (1350–1412).
- II. Jakab (1370–1438), La Marche és Castres grófja
- Lajos (1376–1446), Vendôme grófja
- Anne (1375–1408)
  - ⚭ (1) Jean de Berry (1377–1397),  Montpensier grófja
  - ⚭ (2) VII. Lajos bajor herceg, (1365–1447)
- János (1378–1458) Carency ura
- Mária (1387–1465 után)
- Sarolta (1388–1422)  ⚭ I. Janus ciprusi király

## Fordítás
- Ez a szócikk részben vagy egészben  a   Jacques I. de Bourbon, comte de La Marche című német Wikipédia-szócikk fordításán alapul.  Az eredeti cikk szerkesztőit annak laptörténete sorolja fel. Ez a jelzés csupán a megfogalmazás eredetét és a szerzői jogokat jelzi, nem szolgál a cikkben szereplő információk forrásmegjelöléseként.
- Ez a szócikk részben vagy egészben  a   Jean Ier de Bourbon-La Marche című francia Wikipédia-szócikk fordításán alapul.  Az eredeti cikk szerkesztőit annak laptörténete sorolja fel. Ez a jelzés csupán a megfogalmazás eredetét és a szerzői jogokat jelzi, nem szolgál a cikkben szereplő információk forrásmegjelöléseként.